# Christian Friedrich Heinrich Wimmer
Pour les articles homonymes, voir Wimmer.
Christian Friedrich Heinrich Wimmer (30 octobre 1803 – 12 mars 1868) est un enseignant et botaniste allemand né à Breslau.

## Biographie
Il enseigne  à l'école publique de Breslau. il est l'auteur de plusieurs publications sur la flore de Silésie. Il se spécialise dans l'étude du genre Salix, les saules. Le genre Wimmeria (en), de la famille des Celastraceae, lui doit son nom,.
En 1866, Wimmer publie un ouvrage  sur l'ancien naturaliste grec Theophrastus : Theophrasti Eresii Opera quae supersunt omnia.

## Sélection d'œuvres
- Flora Silesiae (Flore de Silésie), (Silesian flora), avec Heinrich Emanuel Grabowski (de) (1792–1842), de 1827 à 1829.
- Flora von Schlesien (Flora of Silesia), 1832.
- Phytologiae Aristotelicae fragmenta, 1838.
- Flora von Schlesien preußischen und österreichischen Antheils (Flora of Silesian, Prussian and Austrian Antheils), 1840, seconde édition- 1844, troisième édition- 1857.
- Theophrasti Eresii Opera quae supersunt omnia, 1866.
- Salices europaeae, 1866.